# Мой генерал
«Мой генера́л» — советский телефильм Андрея Бенкендорфа по одноимённому роману Альберта Лиханова. Телепремьера на Центральном телевидении —  9 мая 1979 г..

## Сюжет
О большой дружбе двенадцатилетнего Антона со своим дедом-генералом, который оказал решающее влияние на его духовное развитие.

## В ролях
- Олег Жаков — генерал Рыбаков Антон Петрович
- Валерий Егоров — Антон, внук
- Евгений Жариков — отец, Сергей Антонович
- Наталья Гвоздикова — мать, Ольга
- Николай Гринько — Савченко Николай Михайлович
- Людмила Аринина — Анна Робертовна, учительница
- Сергей Подгорный — Егоров Борис, пионервожатый
- Людмила Чиншевая — Галя, пионервожатая
- Кирилл Батурин — Пухов
- Геннадий Юрчук — Кешка
- Лена Стеценко — Алька
- Дмитрий Франько — Иннокентий Евлампиевич, дедушка Кешки

### В эпизодах
- Виктор Мирошниченко — почтальон
- Дмитрий Франько — Иннокентий Евлампиевич, дедушка Кешки
- Борис Болдыревский — солдат
- Борис Бородий
- Василий Ерёменко — рабочий
- Станислав Станкевич — начальник строительства
- Владислав Пупков — Гриша, сын Анны Робертовны
- Борис Романов — рабочий

## Съёмочная группа
| Автор сценария       | Альберт Лиханов    |
| Постановка           | Андрея Бенкендорфа |
| Оператор-постановщик | Николай Кульчицкий |
| Художник-постановщик | Михаил Юферов      |
| Композитор           | Евгений Зубцов     |